# Tabanlı
Tabanlı (in curdo Sorsorat) è un villaggio del distretto centrale della provincia di Van in Turchia. Dista 30 km dal centro della città di Van.
Il 23 ottobre 2011 il terremoto di Van, della magnitudo di 7.2 (Mw) ha visto in questo villaggio il suo epicentro.